# Ernährungswissenschaftliche Universität Yonezawa der Präfektur Yamagata

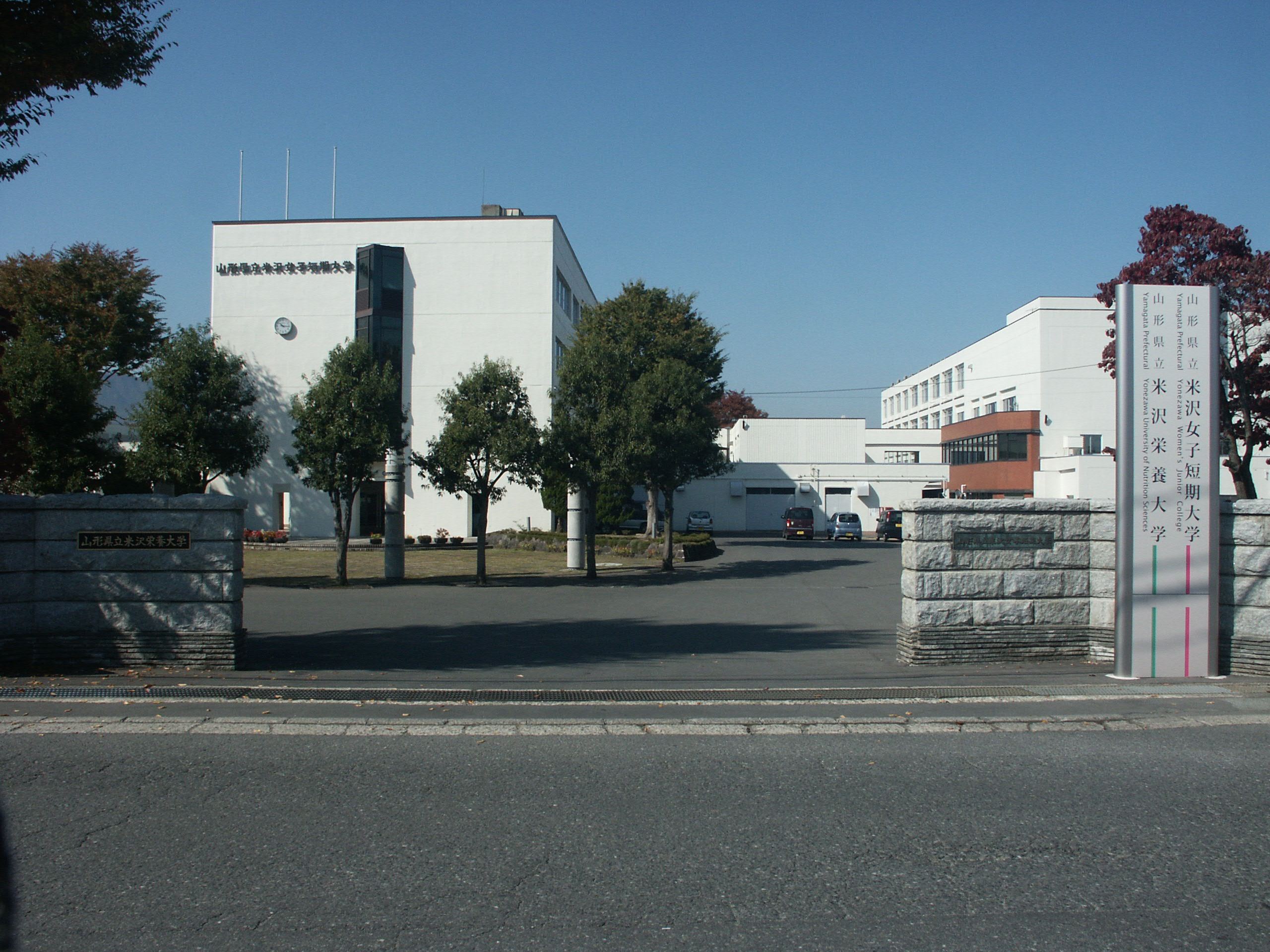
Haupttor (2015)

Die Ernährungswissenschaftliche Universität Yonezawa der Präfektur Yamagata (japanisch 山形県立米沢栄養大学 Yamagata-kenritsu Yonezawa eiyō daigaku; engl. Yamagata Prefectural Yonezawa University of Nutrition Sciences) ist eine öffentliche Universität in Yonezawa in der Präfektur Yamagata (Japan).
Der Ursprung der Universität liegt in der 1952 von der Stadtverwaltung Yonezawa gegründeten Frauen-Kurzuniversiät Yonezawa (米沢女子短期大学, Yonezawa joshi tanki daigaku). 1963 übernahm die Präfekturverwaltung Yamagata die Kurzuniversität. 1972 zog sie in den heutigen Campus.
2014 entwickelte die Abteilung für Gesundheits- und Ernährungswissenschaft der Kurzuniversität sich zur koedukativen 4-jährigen Ernährungswissenschaftlichen Universität Yonezawa. 2018 richtete sie die Graduiertenschule (Masterstudiengang) ein.

## Fakultäten
- Fakultät für Gesundheits- und Ernährungswissenschaft